# Duque de Caxias Sport Club (Acre)
Duque de Caxias Sport Club, conhecido como Duque de Caxias, foi uma equipe de futebol localizada em Rio Branco, no Acre. Foi campeão Acriano em 1942, derrotando a equipe do Rio Branco na final.

## Títulos
| ESTADUAIS | ESTADUAIS          | ESTADUAIS | ESTADUAIS  |
|           | Competição         | Títulos   | Temporadas |
| --------- | ------------------ | --------- | ---------- |
|           | Campeonato Acriano | 1         | 1942       |